# Columba arquatrix
Columba arquatrix este o specie de pasăre din familia Columbidae, originară din estul și sudul Africii, până în sudul Etiopiei. Există populații și în vestul Angolei, sud-vestul Arabiei Saudite și nordul Yemenului. Uniunea Internațională pentru Conservarea Naturii (IUCN) clasifică specia ca fiind „preocupare minoră” (LC).

## Descriere
Columba arquatrix este un porumbel mare, cu o lungime de 37-42 cm și o greutate de 300-450 g. Spatele și aripile sunt maronii, iar umerii sunt foarte pătați cu pete albe.

## Distribuție
Aria de răspândire a acestei păsări se întinde din Etiopia până în estul Republicii Democratice Congo, Tanzania și Africa de Sud, precum și în vestul Angolei. A fost observată ocazional în Yemen. Specia este tratată ca monotipică, adică nu este împărțită în subspecii.

## Dietă
Columba arquatrix se hrănește cu fructe culese în principal în coronament, dar coboară și după fructele căzute; se hrănește și cu insecte și omizi. În partea de sud a arealului său, preferă fructele unei plante foarte invazive, Solanum mauritianum. Păsările zboară pe distanțe considerabile de la cuiburi la zonele de hrănire, iar păsările tinere sau care nu se reproduc formează stoluri. Geofagia, care este actul de a mânca pământ, a fost observată la această specie. S-a constatat că porumbelul mănâncă sol argilos cu pH bazic și conținut ridicat de sodiu. Pe baza studiilor actuale, acest lucru are ca scop suplimentarea dietei lor cu minerale și ca tampon de pH datorită dietei lor acide.

## Galerie

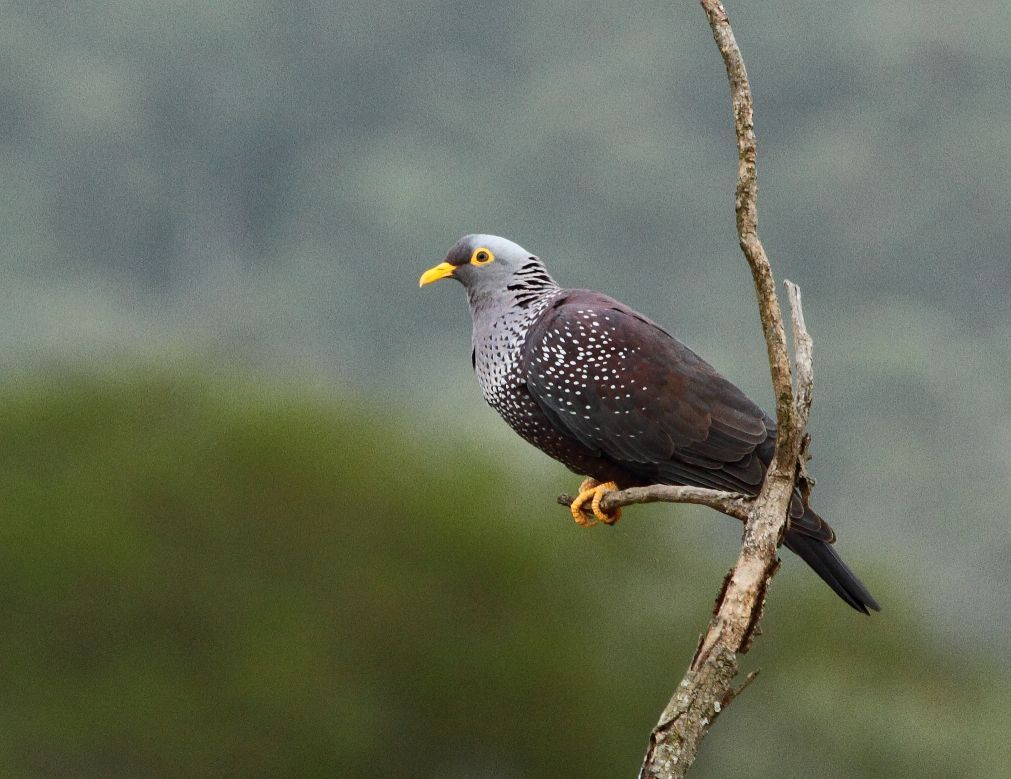
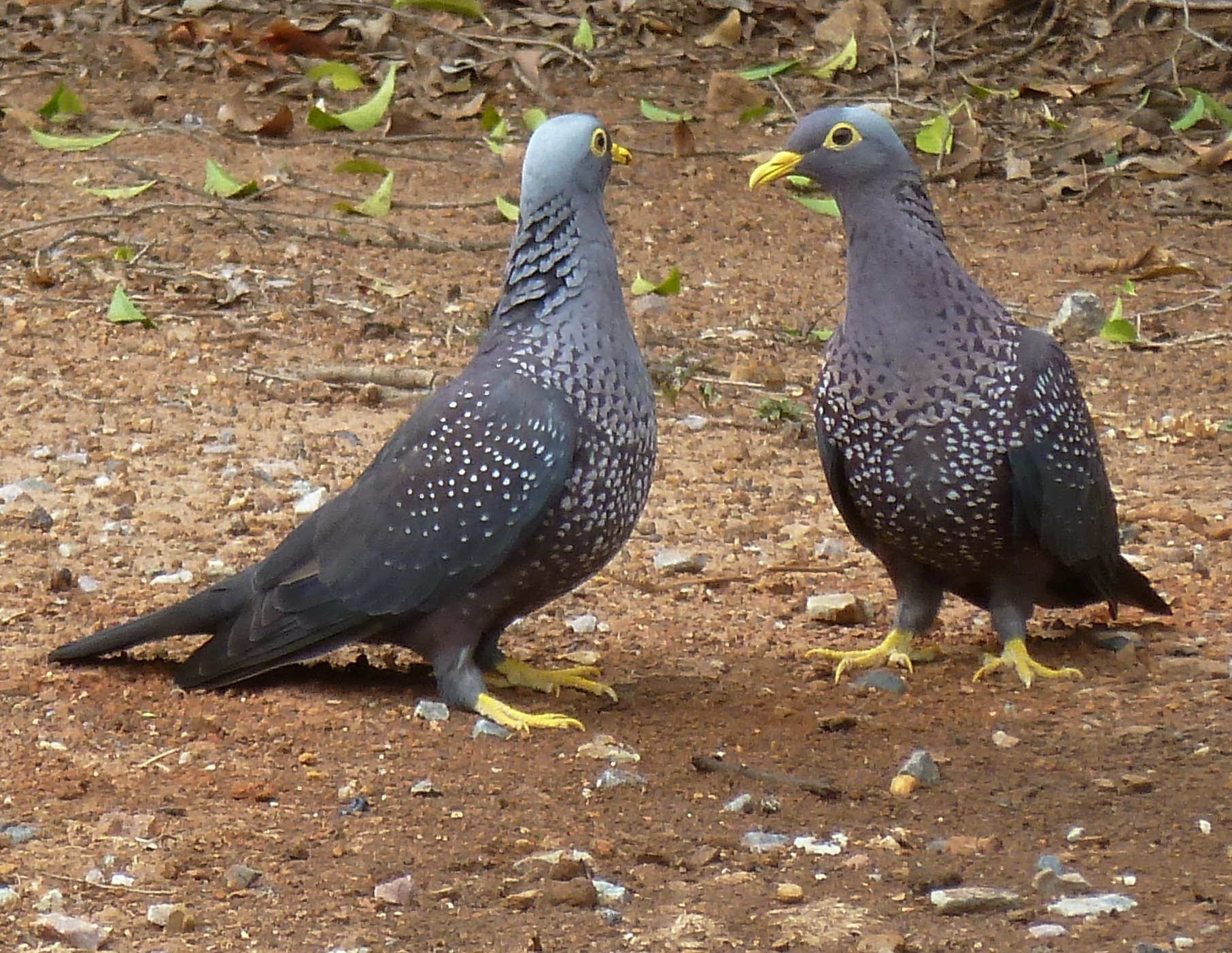
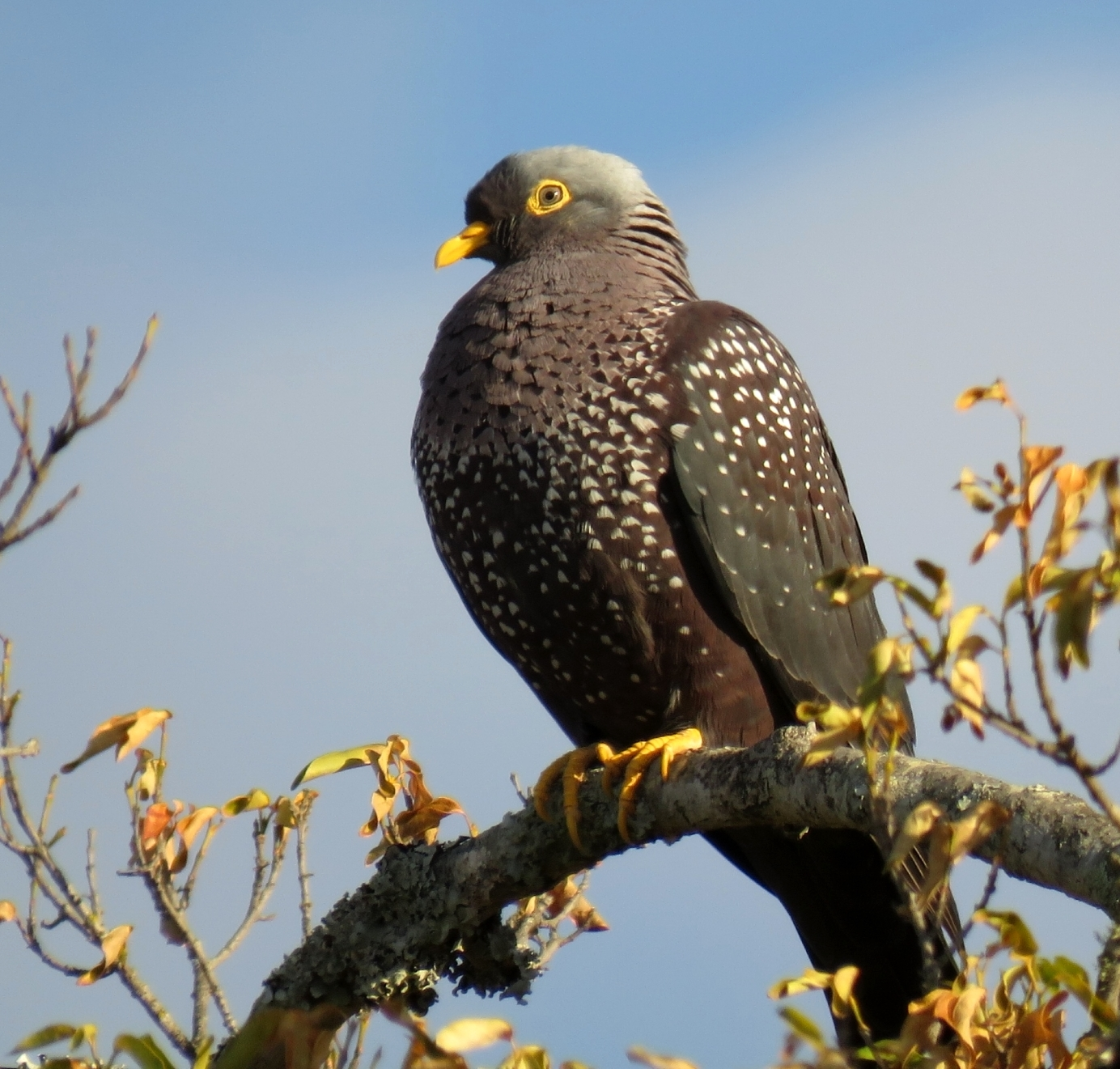
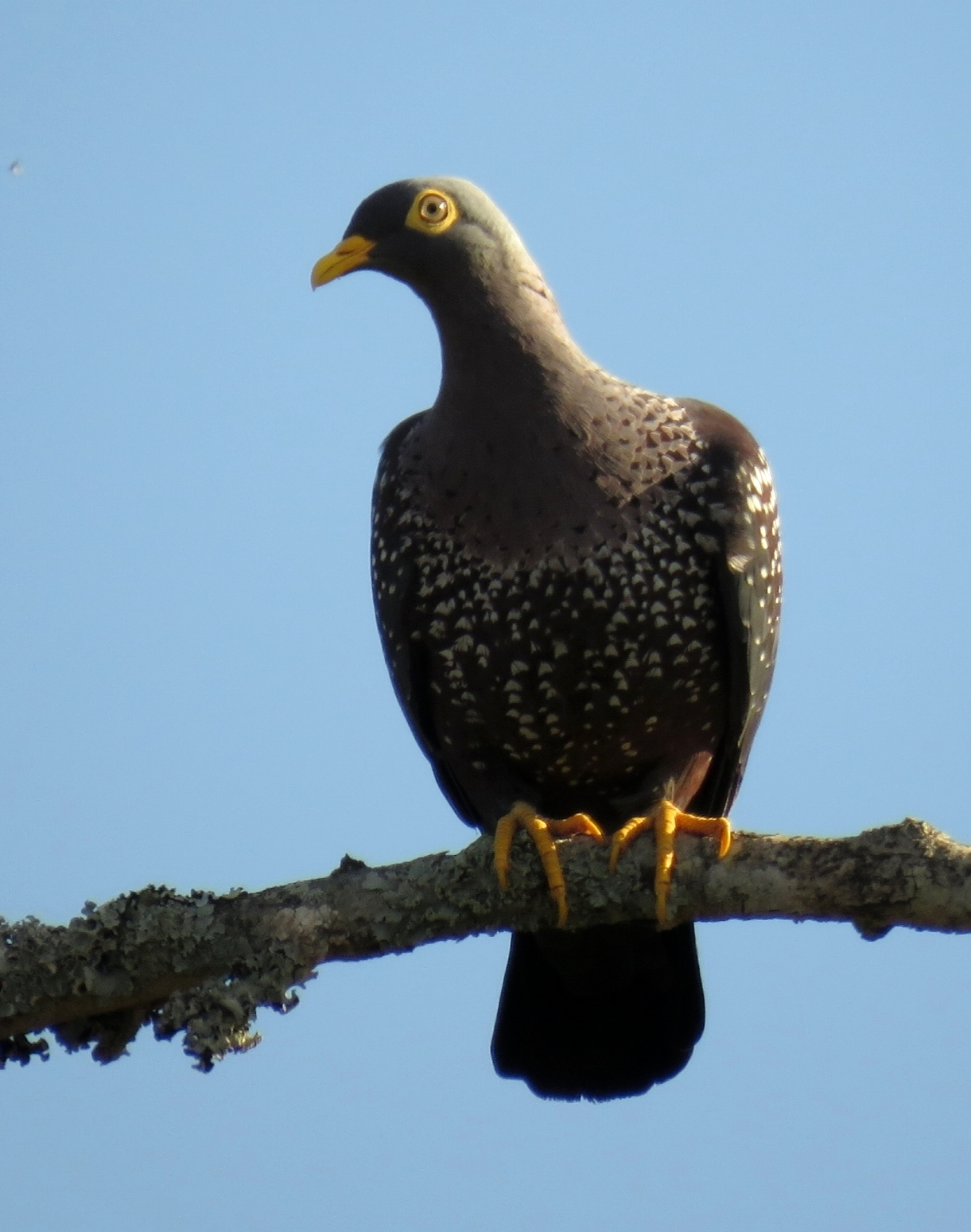